# Dragonquest
Dragonquest este un roman științifico-fantastic din 1971 scris de Anne McCaffrey. Este al doilea roman din trilogia originală a seriei Dragonriders of Pern. A fost nominalizat în 1972 la Premiul Hugo pentru cel mai bun roman. 'Dragonquest a fost publicat în mai 1971 de Ballantine Books.